# Pyrilampes
Pyrilampes (± 480 voor Chr. - ± 413 voor Chr.) was in het oude Athene politicus en diplomaat. Hij was de stiefvader van de Griekse filosoof Plato.
Er is weinig bekend over familie Pyrilampes, behalve dat hij uit een zeer rijke familie van uit het Oude Athene komt. Plato rapporteert in de Charmides dat toen hij volwassen was, Pyrilampes vele malen ambassadeur was bij het Achaemenidische imperium. Hij was de vriend van de politieke leider Perikles.